# Stazione di Giarre-Riposto
La stazione di Giarre-Riposto è una delle stazioni principali della linea ferroviaria Messina-Siracusa. È posta al km 270+525 della stessa, in posizione centrale rispetto alla conurbazione di Giarre e Riposto, nel territorio del primo comune, adiacente alla ferrovia Circumetnea e all'arteria viaria più importante e trafficata.

## Storia

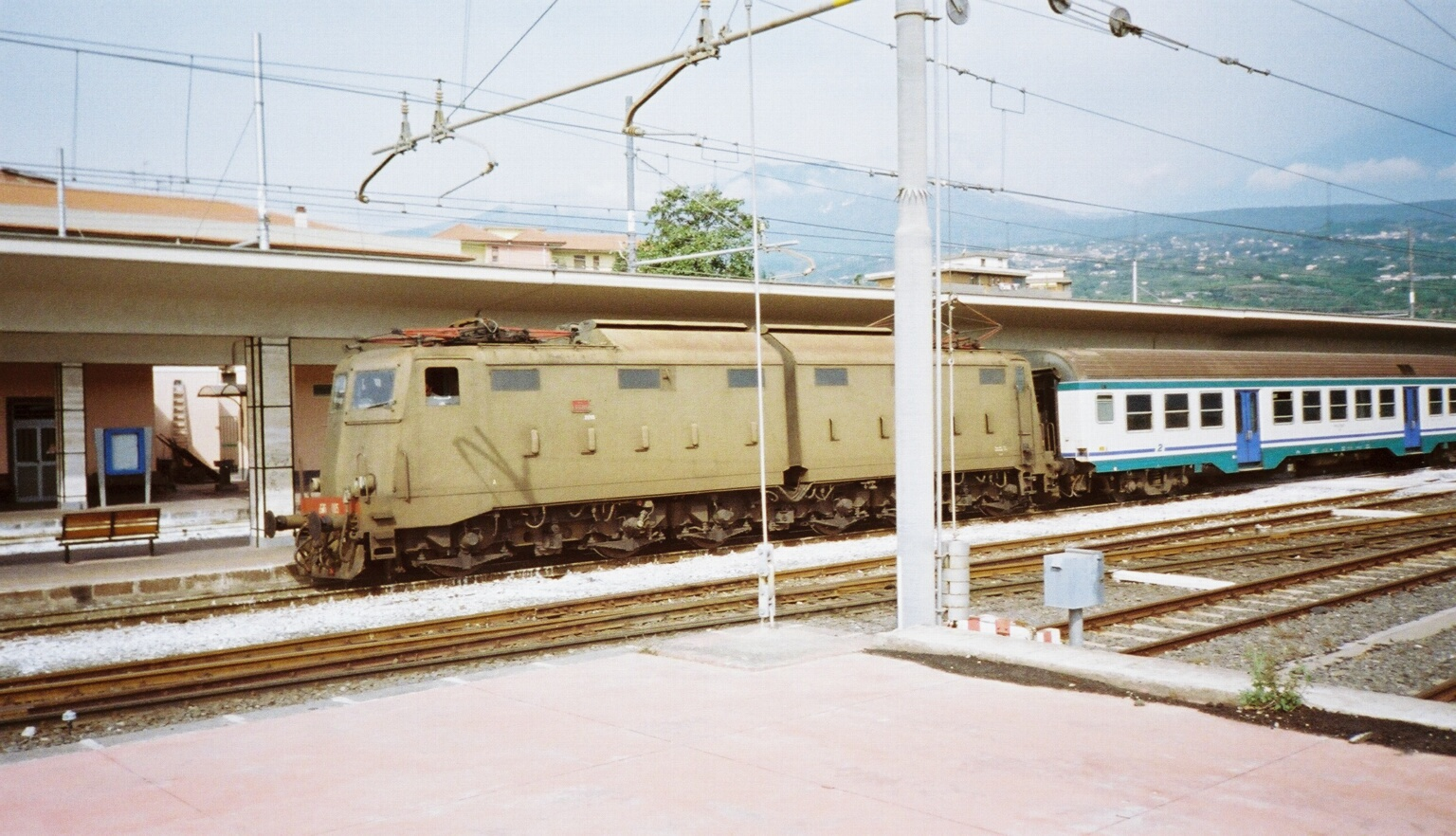
Treno regionale in arrivo a Giarre

La stazione venne costruita in seguito alla realizzazione della ferrovia costiera jonica, in Sicilia, attuato dalla Società Vittorio Emanuele come parte del progetto per connettere mediante la strada ferrata le zone produttive della costa orientale dell'Isola all'estremo lembo nord della Sicilia e al porto di Messina.
La stazione venne inaugurata contestualmente all'apertura all'esercizio del tronco ferroviario Taormina-Giardini - Catania Centrale, il 3 gennaio 1867.
A partire dall'orario ufficiale del 1945 la stazione assunse il nome di "Ionia" in conseguenza del cambio di nome, nel 1942, dei due comuni, unificati nel 1939 di Giarre e Riposto.
Nel 1948 la stazione riprese la precedente denominazione di "Giarre-Riposto".
A metà degli anni ottanta la stazione è stata oggetto di una consistente trasformazione del fascio binari per adeguarla al doppio binario; sono state inoltre costruite le pensiline ad uso del 1º, 2º e 3º binario e allungati i marciapiedi.

## Strutture e impianti
Il fascio binari comprende tre binari per servizio viaggiatori collegati da sottopassaggio. Esiste anche un fascio di binari merci ed alcuni tronchi per carico e scarico posti a est del fabbricato.
Fino agli anni ottanta la stazione era priva di sottopassaggi e pensiline eccetto che sul primo binario. Il primo e il secondo binario sono stati successivamente muniti di pensilina in seguito al raddoppio del binario; sono stati costruiti i sottopassaggi ed allungati i marciapiedi esistenti.

## Servizi
- Biglietteria a sportello
- Biglietteria automatica
- Bar
- Sala d'attesa
- Servizi igienici

Edicola

## Interscambi
L'adiacente stazione di Giarre permette l'interscambio con i treni FCE per Randazzo e Riposto
- Stazione di Giarre FCE
- Stazione taxi
- Fermata autobus